# Духless. Повесть о ненастоящем человеке
«Дyxless. Повесть о ненастоящем человеке» — дебютная книга Сергея Минаева, первое издание которой было выпущено издательством «АСТ» в 2006 году. Роман написан от первого лица — коммерческого директора московского представительства крупной французской компании по продаже консервированного гороха «Тандюэль». Описывается его повседневная жизнь, включая общение с коллегами, посещение известных московских клубов, употребление алкоголя и наркотиков. Главный герой пропитан цинизмом и самоотрицанием. Автор поднимает в книге различные проблемы мироустройства, проблемы российского общества и места человека в этом обществе.
Книга стала известной среди российских читателей во многом благодаря удачной рекламной кампании, развёрнутой издательством. Роман был дважды переиздан в России в 2007 и 2011 годах, а также издан в Великобритании, Германии, Австрии, Швейцарии, Болгарии и Вьетнаме. Суммарный проданный тираж превысил 1 миллион экземпляров. В 2012 году в прокат вышла экранизация книги. В 2015 году вышло продолжение фильма — «Духless 2», в написании сценария которого принимал участие Сергей Минаев.

## Сюжет
Главный герой — топ-менеджер в российском филиале крупной российско-французской компании, занимающейся производством консервов под брендом «Тандюэль». Он возглавляет московский отдел маркетинга. Получает за свою работу большие деньги, ездит на дорогом автомобиле, живёт в шикарной квартире, постоянно окружён красивыми девушками. Казалось бы, жизнь удалась. Но с каждым днём ему всё сильнее надоедает такая жизнь, он постоянно ищет новых развлечений. Прожигает время и деньги в пафосных ночных клубах и ресторанах вместе со всей светской тусовкой, находясь в алкогольном или в наркотическом опьянении. Со временем ему всё это начинает казаться омерзительным, он начинает искать возможность вырваться из всего этого. И только общение с девушкой Юлией помогает ему хоть на время почувствовать себя спокойнее.
На одной из очередных тусовок в модном ночном клубе герой встречает своего старого друга Михаила. Тот был промоутером в США, а теперь вернулся в Москву. У них завязывается разговор, в котором они находят общий язык. Выясняется, что им обоим не нравятся все эти светские тусовки, где люди являются ненастоящими с ненастоящими чувствами, говорят о брендах, разводят сплетни, тайком зло завидуют друг другу. Михаил говорит, что такие люди тоже нужны, на них нужно зарабатывать деньги. Он рассказывает главному герою, что собирается открывать новый клуб. Уже почти всё готово, нужно лишь вложить ещё около ста тысяч долларов. Герой решает, что это его возможность что-то изменить в своей жизни. Он доверяет Михаилу, так как его все знают. Окончательно он решает вложиться в это дело после того, как Михаил выручает его в сложной ситуации, когда сотрудники отдела по борьбе с наркотиками ловят героя, подсунув ему пакет с кокаином в карман.
У героя нет ста тысяч, поэтому он подбивает на это дело своего друга Вадима. Тот, не долго думая, соглашается внести свою долю в размере пятидесяти тысяч долларов. Михаил привозит их на место, где будет будущий клуб, показывает документы, вписывая их в качестве соучредителей. В итоге Вадим вносит даже большую сумму, а именно 100 тысяч долларов. Главный герой останавливается на сумме в 50 тысяч долларов, не желая занимать у Вадима и аргументируя это тем, что вкладывается не ради большей доли и больших денег, а ради того, чтобы изменить свою жизнь.
После чего герой отправляется в командировку в Санкт-Петербург с целью финансовой проверки деятельности питерского филиала компании. Глава отделения в Петербурге Гулякин предлагает ему взятку, но герой отказывается, сказав, что теперь Гулякин ему должен. По возвращении из Питера, герой вместе с Вадимом в день открытия нового клуба, соучредителями которого они являются, едут в клуб, но не обнаруживают там ни новой вывески, ни звуков музыки, ни даже следов строительных работ. Герой не может дозвониться до Михаила, понимая, что тот мошенник, и, должно быть, уже уехал в Америку вместе с их деньгами. Вадим устраивает истерику. Герой не понимает, почему тот так сильно переживает. Уже позже Вадим признаётся, что все свои 100 тысяч он взял у компании. Вадим начинает обвинять героя во всём этом, что это он втянул его в эту аферу. Герой начинает испытывать отвращение к нему, понимая, что потерял единственного друга.
Герой, встречаясь с Юлией, всё сильнее портит с ней отношения своим поведением и грубостями, срываясь и постепенно упуская её, не понимая, что только с ней ему будет хорошо. Находясь в клубе в пьяном угаре, он разговаривает с пристающим к нему гомосексуалом, который разговорами о духовном пытается расположить его к себе. Герой только через некоторое время понимает, что тот просто один из тех, которые снимают парней в клубах. Герой начинает избивать его. Читатели через некоторое время понимают, что нет никакого гомосексуала, и он существует лишь в воображении героя, которого охрана выводит из клуба.
Наутро герой, проснувшись в своей квартире, понимает, что телевизор показывает просто белый экран, в журналах также все страницы белые. Он не знает, куда и с кем ему поехать завтракать. В этот момент ему звонит Юлия, он очень рад ей и приглашает её позавтракать, но она не может, так как не в городе. Герой извиняется перед ней за те грубые слова, что он сказал ей в последний раз. На что она отвечает, что всё нормально и предлагает поговорить об этом при встрече. Юлия просит встретить её на вокзале, когда она приедет, и герой говорит, что обязательно встретит. После того, как кладёт трубку, он понимает, что так и не сказал ей ничего серьёзного.
После завтрака герой садится на электричку, даже не зная, куда едет. В поезде он засыпает и просыпается только спустя девять часов, выходит на неизвестной станции. Находит поляну, где садится на поваленное дерево и начинает разглядывать окружающий пейзаж. Тем временем на улице темнеет. Он бредёт вдоль полотна и выходит к реке с огромным железнодорожным мостом через неё. Он выходит на середину этого моста, ощущая себя маленьким в сравнении с его огромными дугами. В этот момент в его голове проносятся различные мысли: о смерти, о детстве, о магическом цветке, исполняющем желания, у которого он, вероятно, попросил бы вернуться обратно в детство. Начинает светать. Герой ложится на мост и закуривает сигарету. Он лежит и вспоминает все самые яркие моменты своей жизни. Всё это проходит в его голове очень медленно до того момента, как он отправляется в свою первую командировку в Париж. После этого его жизнь убыстряется и стремительно проносится в голове, заканчиваясь тем, что он встречает Юлю на каком-то железнодорожном вокзале, которая идёт к нему в красном платье, а затем это сменяется аэропортом, где герой двадцать лет назад сидит на красном чемодане, так как опоздал на рейс и не едет ни в какую командировку.

## Главные персонажи
- Рассказчик — главный герой романа, чьё настоящее имя ни разу не упоминается. Работает топ-менеджером в российском филиале крупной русско-французской компании, занимающейся торговлей консервами под брендом «Тандюэль». Он успешен, зарабатывает большие деньги и тратит их на тусовки в модных клубах, наркотики и выпивку. Страдает от поисков самого себя в этой жизни, старается выбраться из этого замкнутого круга, так как чувствует, что его жизнь однообразна и скучна. Но он ничего не может с этим поделать, поскольку не способен принимать собственные решения, не диктующиеся средой обитания, собственным статусом, модой и мнением его окружения. Лишь общение с девушкой Юлей привносит в его жизнь проблески чувств и надежды. В финале герой, многое осознав, оказывается на жизненном перепутье.
- Юля — девушка, в которую влюблён главный герой. Она очень мила, отзывчива и старается заботиться о нём. Но ей не нравится та жизнь, которую он ведёт. Главный герой только в финале романа понимает, что именно она нужна ему, когда, возможно, уже слишком поздно.
- Михаил — известный промоутер, который собирается открывать новый модный ночной клуб в Москве. Но ему требуются ещё денежные вложения. Он убеждает главного героя и его друга Вадима вложить свои деньги. Главный герой верит Михаилу, так как он его старый друг и его все знают. Но Михаил оказывается мошенником и уезжает вместе с деньгами друзей, так и не открыв никакого клуба.
- Вадим — лучший друг главного героя. Они оба вкладываются в несуществующий клуб и теряют вложенные деньги. Но если главный герой потратил свои собственные деньги, то Вадим взял деньги на работе, за что ему грозит увольнение, а, возможно, и уголовное преследование. Вадим обвиняет друга в том, что это он виноват, потому что втянул его в это. После этого главный герой разочаровывается в нём и перестаёт считать своим другом.

## Название
С выходом книги слово «Духless», составленное из русского корня «дух» и английского суффикса «-less» (без-), вошло в российский лексикон как определение бездуховности, безудержного потребления, аморального шика и общего падения нравов.

## История
Роман в какой-то степени автобиографичен. По собственному признанию Минаева, он списывал книгу с самого себя в конце 1997 года, когда работал во французской компании «Вилиам Питерс», занимающейся продажей французской марки вина «Малезан» в России. Писатель занимался этой маркой в частности в 1995—1998 годах. В романе «Вилиам Питерс» превратилась в русско-французскую компанию, продающую в России консервы «Тандюэль». А 1997 год превратился в 2007. Главный герой романа — это собирательный образ многих абсолютно реальных людей. Прообразом подруги главного героя Юлии стала Юлия Лащинина, которой посвящена книга, но в романе Минаев её несколько романтизировал. По словам писателя, данный персонаж в реальной жизни — его любимая девушка.
Автор не говорит, что подвигло его к написанию книги, отвечая, что он и сам этого не знает. Использование английского языка в названиях глав и частей, а также использование в слове «духless», которое означает «бездуховность», сразу двух языков Минаев объяснил «желанием показать свою учёность» и стильность. Российский литературовед, критик и радиоведущий Николай Александров написал по поводу названия романа: «Странноватое гибридное слово „духless“ почти автоматически вызывает ассоциацию с банальным словечком topless. Оно, кстати говоря, вполне соответствует характеру книги». Подзаголовок «Повесть о ненастоящем человеке» отсылает читателя к известной книге Бориса Полевого «Повесть о настоящем человеке».
Успех книги автор склонен объяснять тем, что «попал в нерв поколения». Помощь грамотной пиар-кампании Минаев также не отрицает — раскрутить роман ему помог его друг Константин Рыков, который сказал «Интерфаксу», что издательство «сознательно обкатывало это произведение в Интернете для того, чтобы понять, как его воспринимают потенциальные читатели». Многие СМИ выдвигали версию о том, что книга — кремлёвский проект (указывая в частности на эпизод романа, в котором Владимир Путин во сне главного героя предстаёт в образе бэтмена, закрывающего своими крыльями Россию от всех бед), но Минаев так и не смог понять, где в романе может быть заказ, и в чём он состоит.
Книга появилась на полках магазинов 7 марта 2006 года и за последующие 11 недель продаж стала бестселлером. Первый тираж книги (10 000 экземпляров) был распродан за неделю. По словам Александра Грищенкова, пресс-секретаря департамента общественных связей и PR издательской группы «АСТ», «они не ожидали такого успеха, книгу расхватали буквально за несколько дней, тираж пришлось допечатывать». В рейтинге с 27 марта по 2 апреля 2006 года книга занимала прочное второе место по продажам в торговом доме «Москва» среди художественной литературы в твёрдом переплёте, уступая лишь книге Ника Перумова «Война мага. Том 3». В апреле 2006 года роман появился в интернет-магазине Ozon.ru и сразу же попал в список бестселлеров. В «АСТ» назвали «Духless» «самым успешным запуском» в истории издательства.
В адрес издательства «АСТ» обратилась компания «С. Б. А. Мьюзик Паблишинг», которая является представителем компании  EMI Musiс Publishing Ltd на территории РФ и стран СНГ. Суть претензии была в том, что «составной частью книги являются тексты музыкальных произведений» Лу Рида и группы The Smiths — три песни, авторские права на которые принадлежат EMI и «С. Б. А. Мьюзик Паблишинг» на территории РФ и стран СНГ. Ущерб оценивался в 1 миллион рублей, более того, «С. Б. А. Мьюзик Паблишинг» требовала изъять книгу из розничной продажи. Кроме того, «С. Б. А. Мьюзик Паблишинг» также направила письма и в магазины, в которых продавалась книга «Духless», например, магазину «Москва» и сети «Букбери». С магазинов компания потребовала по сто тысяч рублей. На время разбирательства книгу Минаева не включили в списки книг для почтовой пересылки. Но в магазинах она по-прежнему входила в списки лидеров продаж.

## Темы
Одна из глав романа называется «Разбогатей или умри, пытаясь», что является высмеиванием культа денег и карьеризма. Автор считает, что успешность, карьеризм и культ денег — абсолютно разные вещи, то есть нужно стараться быть успешным, но нельзя делать карьеру и деньги культом своей жизни. Главный герой романа растрачивает впустую свою жизнь. Автор видит два решения данной проблемы: идти дальше и меняться в лучшую сторону или застрелиться. Герой пытался вырваться из замкнутого круга своей жизни, но у него ничего не получалось, так как он боялся взять на себя ответственность и совершать личные поступки, не продиктованные окружением, друзьями, средой обитания, он слишком капризный, избалованный и пустой человек. Писатель считает, что спасти его может только любовь. По словам Минаева, главный герой в конце романа оказывается на перепутье, жизненном перекрёстке, и это совсем не конец дороги, и пессимистичным финал романа автор также не считает. В то же время в другом интервью автор сказал, что «герой в конце находится у разбитого корыта, которое он долгие годы сам бил и наконец-то разбил».
Минаев пишет о бездуховности. Действие книги при этом происходит в Москве и Санкт-Петербурге. Но автор не видит разницы между московскими ресторанами и клубами и, например, магнитогорскими или любыми другими. При этом автор, говоря о духовности и бездуховности, использует мат, считая, что роман о современной Москве нельзя написать языком Тургенева. Также в романе затрагивается проблема брендомании, которая, по мнению автора, приняла большие масштабы не только в Москве, но и во всём мире, так как это выгодно самим брендам, и люди ничего не могут с этим поделать.
Александр Бушев выделяет феномен билингвальности. Роман переполнен английскими словами и выражениями, которые просто написаны кириллицей, а иногда и латиницей. Главный герой — бизнес-профессионал из международной компании в Москве. Язык как романа, так и героев воплощает их ценности. Мир романа — это мир мультинационального бизнеса. По мнению Бушева, кумиры героев романа находятся на Западе, а заимствования и англицизмы являются синонимами престижности.
Писатель показывает менеджеров крупных современных корпораций глупыми людьми. На самом деле Минаев не считает их таковыми, но уверен, что они быстро движутся в этом направлении. Корпоративная мысль нивелирует личность и уничтожает индивидуальное мышление. Также автор уверен, что среди читателей его романа немало глупых людей, таких же, как и многие герои романа. Своих героев Минаев считает не только жертвами корпораций, но и жертвами СМИ, так как «они живут в плену мифов, поведенческих стереотипов, которые выстраивает медиаиндустрия, они воспринимают их как единственно верные».
Минаев сравнивает героев своего романа с героями таких произведений, как «Горе от ума», «Герой нашего времени» и «Евгений Онегин», считая, что ничего не изменилось: «Стоит лишь взять, например, Печорина, одеть его в современный костюм, посадить работать в офис корпорации и вместо бала или светского салона отправить в клуб или ресторан — получится то же самое».
Алексей Фанталов увидел главную тему романа несколько в другом. Он считает, что книга эта не столько о «менеджерах с пейджерами», сколько о возрастном кризисе тридцатилетия, периоде переоценки ценностей. Фанталов считает, что бездуховность — это проблема не только того общества, которое описывает Минаев, а всего современного общества, так как сейчас проблема «прокормить семью и выжить» в развитых странах решена, и большинство просто не знают, что делать дальше. Критик настаивает, что бессмысленна жизнь не только клубных наркоманов и проституток, но и, например, в среде государственной бюрократии, армии, образовательных и культурных учреждениях.

## Критика
Мнения критики и общественности о романе разделились. Критики в целом оценивают роман как вторичный по сравнению с западными аналогами — Бегбедером, Уэльбеком и Эллисом. Среди плюсов романа критики выделяют достаточно точное описание поколения, с которым соотносит себя автор, высокую информативность романа, ценность этой книги как «этнографического очерка» и альтернативы романам Оксаны Робски, которая также, как и Сергей Минаев, вышла из бизнес-среды и пишет про тот же гламур, только с женской точки зрения. Минусов у романа критики выделяют значительно больше, нежели плюсов. Большая часть рецензентов негативно отнеслась к роману как к художественному произведению, отмечая засилье языковых заимствований и англицизмов, многословность, неправдоподобность главного героя, вторичность, недостаток чего-то положительного в романе, за исключением плохо раскрытого персонажа Юли, и отсутствие сюжета и конфликта.
Среди поклонников романа оказались такие разные фигуры, как Илья Кормильцев и Ксения Собчак. Илья Кормильцев назвал «Духless» одной из главных русских книг 2006 года, написав, что работники офисов, наконец, получили в руки нужный текст. В качестве минуса романа критик выделил его вторичность, а главными составляющими назвал «философию, секс, драгс и техно». Минаев назвал мнение Кормильцева единственным авторитетным для него. Ксения Собчак после прочтения романа была приятно удивлена, так как в книге, по её мнению, очень тонко описаны мир тусовок, а также экономические и политические события.
Среди тех, кто не принял книгу, — Самуил Лурье, Лев Данилкин, Наталья Куницина, Анатолий Королёв, Алиса Ганиева, Елена Елагина и Владимир Соловьёв, который очень негативно отозвался о книге на волнах радиостанции «Серебряный дождь». При этом радиостанция до этого отозвалась о произведениях Сергея Минаева с большой похвалой.
Самуил Лурье считает, что роман читать не так-то легко, потому что «энергия какой-то настоящей обиды всё превозмогает». По мнению критика, автор пытается обличить сгнивший уже капитализм от имени растлённого им поколения. Лурье не поверил, что бывают люди с таким бюджетом, как главный герой, и при таких принципах. «Великосветская ирония, люмпен-буржуазный быт, пролетарский пафос. Немножко слишком пылкий», — подводит итог критик. Лев Данилкин из журнала «Афиша» недоумевает, почему роман получил столь большое общественное признание. Критик не понимает, почему в книге так ничего и не произошло. Данилкин сравнивает работу Минаева с работами таких писателей, как Андрей Рубанов, Захар Прилепин, Александр Проханов в пользу последних, так как они находят что-то хорошее, находят героя, а Минаев, по словам критика, «констатирует полный „духлесс“ и сваливает».
Кандидат филологических наук Наталья Куницина на сайте Газета.ру увидела в романе «Духless» с его «мужским гламуром» альтернативу творчеству Оксаны Робски с её «женской темой». Куницина отмечает, что здесь нет сюжета как такового, а главный герой и есть та самая «бездуховность». Критик отмечает тот факт, что героя не радует ничего: ни та часть общества, в которой живёт он сам, ни та, где «лохи без денег, девушки без дорогой косметики, потёртые интеллигенты с дешёвым алкоголем». Куницина делает вывод: «Очередная „Гламорама“ по-русски, разведённая из густой философско-психологически-мистически-детективной истории в жиденький растворчик обычного русского нытья».
Обозреватель РИА Новости Анатолий Королёв сравнил книгу Минаева с «блюдом в духе вокзальной забегаловки». По его мнению, в романе нет практически никаких художественных достоинств: ни характеров, ни конфликта, ни сюжета. Но это, считает Королёв, и не нужно, так как роман по сути своей является «этнографическим очерком», когда автор описывает общество, в котором прожил какое-то время или живёт и сейчас. Отмечает критик и то, что в какой-то степени успехом своей книги автор обязан Оксане Робски, так как после успеха её книги «Casual» издатели решили, что читатели ждут подробностей из жизни богатых, чем создали новую моду на подобные книги. Королёв не видит ничего хорошего в этом, так как успех такого рода книг — тревожный сигнал об истинном умонастроении молодых читателей.
Алиса Ганиева в своём авторском разделе журнала «Новый мир» написала, что роман Минаева скорее очень старательно подражает художественной литературе, нежели на самом деле ей является, так как, по сути, — коммерческий проект. «В то же время», — отмечает Ганиева, — «книга попадает в цель, ложится в современное сознание». Обозреватель журнала «Нева» Елена Елагина восприняла роман как «плоскую пародию и гротеск», где и персонажи, и всё остальное — «картонные, неживые, сконструированные».
Жюри премии «Большая книга» долго обсуждало, выдвигать ли в длинный список Сергея Минаева, автора «Духless», и в результате отказалось от этой идеи. В 2007 году Сергей Минаев получил антипремию «Полный Абзац» за книги «Духless» и «Media Sapiens». «Впервые мы вручали гран-при человеку, чьи романы достойны обладать статуэтками по всем номинациям, — говорится в заявлении оргкомитета. — Обе книги наводнены грамматическими, пунктуационными и фактическими ошибками. И, кроме того, это худший перевод Фредерика Бегбедера на русский язык».

## Культурное влияние
По мнению Ольги Лебёдушкиной, Минаев «породил феномен всей отечественной „офисной прозы“» — описания жизни молодых, богатых и успешных героев, уставших от потребительского комфорта и страдающих от «королевской грусти». В свою очередь, Лебёдушкина прослеживает истоки прозы Минаева — Бегбедер, Эллис, Крахт и Уэльбек.
После выхода романа многие критики стали писать, что одним из главных трендов 2006 года является борьба с гламуром. Причём с гламуром начинает бороться сам гламур. Книга понравилась москвичам, уставшим от гламура. Так, книгу поддержали представители клубного движения в лице компании Zeppelin Pro и известного промоутера Георгия Петрушина. На пригласительных билетах были изображены узнаваемые бренды, написанные с ошибками, как на подделках, а VIP-зона была стилизована под вещевой рынок. На лотках продавались майки со стразами, поддельные часы с поддельными камнями и книга «Духless». Среди участников были Богдан Титомир, Игорь Верник, владелец компании «Дымов» Вадим Дымов, а также сам Сергей Минаев и внук первого российского президента Борис Ельцин. Группа «Кровосток» развлекала гостей антигламурными хитами.
Понравилась книга и студентам из глубинки. Например, Александр Гаврилов написал, что в Пекине случайно попал в компанию тамошних русских студентов, дальневосточных мальчиков и девочек. Один из мальчиков спросил его, читал ли он «Духless». Тот ответил, что читал, но думает, что это какая-то белиберда. Мальчик не согласился с ним, рассказав, как он читал книгу, пока ехал в междугороднем автобусе, подсвечивая мобильным телефоном, когда стемнело. По прибытии мальчик выбросил книгу со злостью. На вопрос Гаврилова, почему она его так разозлила, тот ответил, что не разозлился, книга хорошая, но автор очень точно в суть попал, ведь не всё в жизни только про деньги. После этого случая «Минаев бешено поднялся в глазах Гаврилова», так как критик посчитал хорошим знаком, когда «во время разговора о книге из неё проступает хотя бы некоторая, пусть зачаточная, суть».
Алексей Фанталов считает, что, несмотря на то, что «Духлесс» активно рекламируется и продаётся, масса людей о нём даже не слышала. Это показывает ограниченность понятий — «модная книга», «стильная музыка» и пр. Сам Фанталов нисколько не жалеет о том, что прочитал книгу, так как информация, предоставляемая писателем, показалась ему интересной. Священнослужители также поддержали роман Минаева. Более того, протоиерей Валентин Тимаков увидел глубину мысли в книге, назвав роман «подлинным путём культуры». Тимаков сказал, что задачей Церкви и государства является нахождение и поддержка авторов, которые занимаются проблемами внутреннего мира и поисками решений внутреннего кризиса человека. Лизе Биргер из издания «Большой город» показалось это странным, поэтому она попыталась найти 10 цитат из романа, которые так приглянулись священнослужителям.
По мотивам романа «Духless» снят одноимённый кинофильм. Рабочее название фильма — «Духless. Конец гламура». В качестве дистрибьютора выбрана компания Universal. Режиссёром фильма выступил Роман Прыгунов, на счету которого до этого было два полнометражных фильма «Одиночество крови» и «Индиго», а ещё ранее он снимал музыкальные клипы. Книгу к экрану адаптировал Денис Родимин, который написал сценарии для фильмов «Бумер», «Бумер. Фильм второй» и «Олимпиус инферно». Оператором стал Фёдор Лясс, а
продюсерами — Пётр Ануров, Дмитрий Рудовский, Фёдор Бондарчук и Ольга Белова. Роль главного героя (который получил имя Макс Андреев) сыграл Данила Козловский, а роль Юли сыграла Мария Андреева. Михаил Ефремов сыграл роль Кондратова — босса главного героя. В интервью журналу «Playboy» Ефремов сказал следующее: «Какой „Духлесс“?! Ой, уйди, уйди из-за этого стола. Вот скажешь — как в воду… „Духлесс“… При чём тут „Духлесс“ вообще? Зачем путать божий дар с яичницей?.. Хотя в „Духлессе“ я тоже снимался». Сначала планировалось, что фильм выйдет осенью 2011 года. В итоге в 2011 году фильм не вышел, а премьера состоялась 21 июня 2012 года на 34-м Московском международном кинофестивале, где «Духлесс» был выбран в качестве фильма открытия. На российские экраны картина вышла 4 октября 2012 года.
Писать продолжение романа Сергей Минаев не собирается, так как продолжение «Духless», на его взгляд, «это сродни такому гастрольному чёсу по провинции: „Духless-2“, „Духless возвращается“. Если рассматривать как коммерческий проект, то „Духлесс“ можно ещё четыре раза наштамповать, но ему это неинтересно»
Тем не менее, в 2015 году состоялась премьера сиквела Духless 2 (рабочее название - Downшифтер), в котором Данила Козловский и Мария Андреева вернулись к ролям Макса и Юли. Роман Прыгунов вновь выступил режиссёром, а Сергей Минаев принял участие в написании сценария и сыграл роль-камео. В отличие от первой части, сиквел был направлен на более политическую тематику, хотя характер Макса Андреева по-прежнему оставался одной из центральных тем. Романтическая линия Макса и Юли также получила продолжение. Фильм собрал в российском прокате почти 231 миллион рублей уже за первый уик-энд (хотя по итоговым сборам собрал почти вдвое меньше оригинала) и получил одобрение критиков.
Кроме того, в том же 2015 году вышла книга Духless 21 века. Селфи, которая по жанру представляла собой психологический триллер и не имела никакой сюжетной связи с оригиналом. Главным героем стал писатель Владимир Богданов, переживающий личностный кризис, жизнь которого внезапно крадёт абсолютный двойник. В 2018 году вышла экранизация книги, названная просто Селфи, главную роль в которой исполнил Константин Хабенский. Экранизация получила негативные отзывы.

### Комментарии
1. ↑  Очевидный намёк на существующую марку консервированных овощей «Бондюэль».